# Родна кућа народног хероја Радивоја Ћирпанова
Родна кућа народног хероја Радивоја Ћирпанова је грађевина која је саграђена током Другог светског рата. С обзиром да представља значајну историјску грађевину, проглашена је непокретним културним добром Републике Србије. Налази се у Чуругу, под заштитом је Покрајинског завода за заштиту споменика културе Петроварадин.

## Историја
Родна кућа народног хероја Радивоја Ћирпанова је једноставна грађевина, дужом страном постављена на саму регулациону линију улице. Покривена је двосливним кровом, на уличној фасади има два трокрилна и један двокрилни прозор. Једини украси на фасади су кровни венац једноставне профилације и кордонски венац испод прозорских отвора. На кући је спомен плоча са пригодним текстом. У централни регистар је уписана 16. фебруара 2005. под бројем СК 1856, а у регистар Покрајинског завода за заштиту споменика културе Петроварадин 8. августа 1950. под бројем СК 16.